# Губахалилли
Губахалилли (азерб. Qubaxəlilli) — село в Исмаиллинском районе Азербайджана.

## География
Расположено у подножия Гарамарьямского кряжа в 33 км к юго-востоку от районного центра Исмаиллы у трассы Ахсу-Гарамарьям.

## История
К началу XIX века, когда Закавказье стало частью Российской империи, Халиллы входило в состав Ширванского ханства. Жители в количестве 45 семей являлись выходцами из Губы (Кубы). В источнике начала XIX века приводилась следующее информация:

Так как жители сего кочевья 25 лет вышли из Кубы, то оставя их на жительство в Ширване, следует обложить податью в казну, по состоянию.

## Население
По сведениям 1873 года, опубликованным в изданном в 1879 году под редакцией Н. К. Зейдлица «Сборнике сведений о Кавказе», в Халиллу (Халиллу-Куба) насчитывалось 70 дворов и 277 жителей. Население — «татары» (азербайджанцы), по вероисповеданию — сунниты.
Согласно результатам Азербайджанской сельскохозяйственной переписи 1921 года, Куба Халили Кюлюлинского сельского общества Геокчайского уезда Азербайджанской ССР населяли 166 человек (30 хозяйств), преобладающая национальность — тюрки-азербайджанцы.
По данным на 1977 год в Губахалилли проживало 1876 человек. Были развиты — животноводство, разведение зерновых, виноградарство. Из инфрастркуктуры имелись — три школы, библиотеки, больница, детский сад и другие учреждения.

## Достопримечательности
В окрестностях села на берегу Гирдыманчая расположено древнее погребение II-III веков нашей эры, относящееся к Ялойлутепинской культуре